# Aspidiotus
Aspidiotus (лат.) — род полужесткокрылых насекомых-кокцид подсемейства Aspidiotinae из семейства щитовки (Diaspididae).

## Распространение
Старый свет: Австралазия, Афротропика, Палеарктика.

## Описание
Мелкие щитовки. Род характеризуется следующим сочетанием морфологических признаков: (i) 3 пары хорошо развитых лопастей; (ii) срединные лопасти обычно с боковыми выемками на внешнем или обоих краях; (iii) небольшие парафизы, возникающие от оснований срединной до третьей лопасти; (iv) пластинки такой же длины или немного длиннее лопастей, присутствуют латерально до пятого сегмента и становятся более простыми после третьей лопасти; (v) дорсальные макродукты обычно довольно длинные и тонкие; (vi) препигидиальные субмаргинальные протоки присутствуют; (vii) передние дыхальца каждое с соответствующим участком кожной грануляции; (viii) усики часто со склеротизованной шпорой, и каждый несёт по одной прочной щетинке. Род был впервые выделен в 1833 году.

## Классификация
Известно более 100 видов. Из миоцена Италии известен ископаемый вид †Aspidiotus crenulatus (Diaspites crenulata, возраст около 10 млн лет).
- Aspidiotus anningensis
- Aspidiotus arrawatta
- Aspidiotus artus
- Aspidiotus atomarius
- Aspidiotus atripileus
- Aspidiotus beilschmiediae
- Aspidiotus brachystegiae
- Aspidiotus capensis
- Aspidiotus cerasi
- Aspidiotus chamaeropsis
- Aspidiotus chinensis
- Aspidiotus circularis
- Aspidiotus cochereaui
- Aspidiotus combreti
- Aspidiotus comorensis
- Aspidiotus comperei
- Aspidiotus congolensis
- Aspidiotus coryphae
- †Aspidiotus crenulatus
- Aspidiotus cryptomeriae
- Aspidiotus cymbidii
- Aspidiotus dallonii
- Aspidiotus destructor
- Aspidiotus elaeidis
- Aspidiotus excisus
- Aspidiotus fularum
- Aspidiotus furcraeicola
- Aspidiotus gymnosporiae
- Aspidiotus hedericola
- Aspidiotus hoyae
- Aspidiotus japonicus
- Aspidiotus juglandis
- Aspidiotus kellyi
- Aspidiotus kennedyae
- Aspidiotus ligusticus
- Aspidiotus macfarlanei
- Aspidiotus maddisoni
- Aspidiotus madecassus
- Aspidiotus maderensis
- Aspidiotus marisci
- Aspidiotus minutus
- Aspidiotus moreirai
- Aspidiotus msolonus
- Aspidiotus murramarangensis
- Aspidiotus musae
- Aspidiotus myoporii
- Aspidiotus myrthi
- Aspidiotus nerii
- Aspidiotus niger
- Aspidiotus ophiopogonus
- Aspidiotus pacificus
- Aspidiotus palmarum
- Aspidiotus pandani
- Aspidiotus paolii
- Aspidiotus philippinensis
- Aspidiotus phormii
- Aspidiotus populi
- Aspidiotus pothos
- Aspidiotus putearius
- Aspidiotus queenslandicus
- Aspidiotus remaudierei
- Aspidiotus rigidus
- Aspidiotus riverae
- Aspidiotus ruandensis
- Aspidiotus saliceti
- Aspidiotus selangorensis
- Aspidiotus serratus
- Aspidiotus simulans
- Aspidiotus sinensis
- Aspidiotus spurcatus
- Aspidiotus symplocos
- Aspidiotus tafiranus
- Aspidiotus tangfangtehi
- Aspidiotus taraxacus
- Aspidiotus targionii
- Aspidiotus taverdeti
- Aspidiotus tiliae
- Aspidiotus tridentifer
- Aspidiotus undulatus
- Aspidiotus varians
- Aspidiotus vernoniae
- Aspidiotus watanabei
- Aspidiotus zizyphi
- другие виды